# Legendary Pictures
Pour les articles homonymes, voir Legendary.
Legendary Pictures (également connu sous le nom commercial Legendary Entertainment) est une société de production américaine basée à Burbank en Californie fondée par Thomas Tull en 2000.

## Histoire
Elle a coproduit des films avec Warner Bros Pictures jusqu'en 2013, avant de signer un partenariat avec Universal Studios.

Legendary Pictures logo Horizontal

En janvier 2016, Dalian Wanda annonce l'acquisition d'une participation majoritaire dans Legendary Entertainment, pour une somme comprise entre trois et quatre milliards de dollars. Cette acquisition représente « la plus grande acquisition internationale de la Chine dans le secteur de la culture à ce jour ». Ce studio est connu pour ses remarquables effets spéciaux pour les films fantastiques.

## Filmographie

### Films

#### Années 2000
- 2005 : Batman Begins de Christopher Nolan
- 2006 : Superman Returns de Bryan Singer
- 2006 : La Jeune Fille de l'eau (Lady in the Water) de M. Night Shyamalan
- 2006 : Lucas, fourmi malgré lui (The Ant Bully) de John A. Davis
- 2006 : Beerfest de Jay Chandrasekhar
- 2006 : 300 de Zack Snyder
- 2006 : We Are Marshall de McG
- 2007 : Trick 'r Treat de Michael Dougherty
- 2008 : 10 000 (10,000 BC) de Roland Emmerich
- 2008 : The Dark Knight : Le Chevalier noir (The Dark Knight) de Christopher Nolan
- 2009 : Watchmen : Les Gardiens (Watchmen) de Zack Snyder
- 2009 : Observe and Report de Jody Hill
- 2009 : Very Bad Trip (The Hangover) de Todd Phillips
- 2009 : Ninja Assassin de James McTeigue
- 2009 : Max et les Maximonstres (Where the Wild Things Are) de Spike Jonze

#### Années 2010
- 2010 : Le Choc des Titans (Clash of the Titans) de Louis Leterrier
- 2010 : Jonah Hex de Jimmy Hayward
- 2010 : Inception de Christopher Nolan
- 2010 : The Town de Ben Affleck
- 2010 : Date limite (Due Date) de Todd Phillips
- 2011 : Sucker Punch de Zack Snyder
- 2011 : Very Bad Trip 2 (The Hangover Part II) de Todd Phillips
- 2012 : La Colère des Titans (Wrath of the Titans) de Jonathan Liebesman
- 2012 : The Dark Knight Rises de Christopher Nolan
- 2013 : Jack le chasseur de géants (Jack the Giant Killer) de Bryan Singer
- 2013 : 42 de Brian Helgeland
- 2013 : Very Bad Trip 3 (The Hangover Part III) de Todd Phillips
- 2013 : Man of Steel de Zack Snyder
- 2013 : Pacific Rim de Guillermo del Toro
- 2014 : 300 : La Naissance d'un empire (300: Rise of an Empire) de Noam Murro
- 2014 : Godzilla de Gareth Edwards
- 2014 : Catacombes (As Above, So Below) de John Erick Dowdle
- 2014 : Dracula Untold de Gary Shore
- 2014 : Interstellar de Christopher Nolan
- 2014 : Invincible (Unbroken) d'Angelina Jolie
- 2014 : Le Septième Fils (Seventh Son) de Sergueï Bodrov
- 2015 : Hacker (Blackhat) de Michael Mann
- 2015 : The Hive (en) de David Yarovesky (via Legendary Digital Media)
- 2015 : Dead Rising (Dead Rising: Watchtower) de Zach Lipovsky (via Legendary Digital Media)
- 2015 : Jurassic World de Colin Trevorrow
- 2015 : N.W.A : Straight Outta Compton (Straight Outta Compton) de F. Gary Gray
- 2015 : Steve Jobs de Danny Boyle
- 2015 : Crimson Peak de Guillermo del Toro
- 2015 : Krampus de Michael Dougherty
- 2016 : Fastball de Jonathan Hock
- 2016 : Warcraft : Le Commencement (Warcraft) de Duncan Jones
- 2016 : Dead Rising: Endgame de Pat Williams (via Legendary Digital Media)
- 2016 : The Thinning de Michael Gallagher (via Legendary Digital Media)
- 2016 : Spectral de Nic Mathieu (via Legendary Digital Media)
- 2016 : La Grande Muraille (The Great Wall / 長城) de Zhang Yimou (via Legendary East)
- 2017 : Kong: Skull Island de Jordan Vogt-Roberts
- 2017 : Carne y arena d'Alejandro González Iñárritu (court métrage)
- 2018 : Pacific Rim: Uprising de Steven S. DeKnight
- 2018 : BlacKkKlansman : J'ai infiltré le Ku Klux Klan (BlacKkKlansman) de Spike Lee
- 2018 : Jurassic World: Fallen Kingdom de J. A. Bayona
- 2018 : Skyscraper de Rawson Marshall Thurber
- 2018 : Mamma Mia! Here We Go Again d'Ol Parker
- 2019 : Little de Tina Gordon
- 2019 : Pokémon : Détective Pikachu de Rob Letterman
- 2019 : Godzilla 2 : Roi des monstres (Godzilla: King of the Monsters) de Michael Dougherty

#### Années 2020
- 2020 : Enola Holmes d'Harry Bradbeer
- 2020 : Console Wars (en) de Jonah Tulis et Blake J. Harris (via Legendary Digital Media)
- 2021 : Godzilla vs. Kong d'Adam Wingard
- 2021 : Dune de Denis Villeneuve
- 2022 : Massacre à la tronçonneuse (Texas Chainsaw Massacre) de David Blue Garcia
- 2022 : Fresh de Mimi Cave
- 2022 : Enola Holmes 2 d'Harry Bradbeer
- 2022 : Une histoire de Noël à Noël (A Christmas Story Christmas) de Clay Kaytis
- 2023 : The Machine de Peter Atencio
- 2023 : The Toxic Avenger de Macon Blair
- 2024 : The Book of Clarence de Jeymes Samuel
- 2024 : Dune, deuxième partie (Dune: Part Two) de Denis Villeneuve
- 2024 : Godzilla x Kong : Le Nouvel Empire (Godzilla x Kong: The New Empire) d'Adam Wingard
- 2024 : Brothers de Max Barbakow
- 2025 : Minecraft, le film (A Minecraft Movie) de Jared Hess

Prochainement
- 2025 : Animal Friends de Peter Atencio
- 2026 : Dune: Messiah de Denis Villeneuve
- 2027 : Godzilla x Kong: Supernova de Grant Sputore
- Faces of Death de Daniel Goldhaber
- Enola Holmes 3 de Philip Barantini

### Séries télévisées
- 2015-2022 : The Expanse
- 2016-2018 : Colony
- 2016-2018 : Love
- 2016 : Electra Woman and Dyna Girl (via Legendary Digital Media)
- 2017 : Downward Dog
- 2018 : The Looming Tower
- 2018-2021 : Perdus dans l'espace (Lost in Space)
- 2019-2023 : Carnival Row
- 2021 : Débris
- 2021-2022 : Pacific Rim: The Black
- 2022 : Vers les étoiles (Night Sky)
- 2022 : Paper Girls
- depuis 2023 : Les Gouttes de Dieu (Drops of God)
- 2023 : Skull Island (en)
- depuis 2023 : Monarch: Legacy of Monsters
- depuis 2024 : Tomb Raider : La Légende de Lara Croft (Tomb Raider: The Legend of Lara Croft)
- depuis 2024 : Dune: Prophecy